# Pekania
Pekania – rodzaj ssaków z podrodziny Guloninae w obrębie rodziny łasicowatych (Mustelidae).

## Zasięg występowania
Rodzaj obejmuje jeden żyjący współcześnie gatunek występujący w Ameryce Północnej.

## Morfologia
Długość ciała (bez ogona) samic 45–55 cm, samców 55–65 cm, długość ogona samic 30–40 cm, samców 30–50 cm; masa ciała samic 2–2,5 kg, samców 3,5–5,5 kg.

## Systematyka
Rodzaj zdefiniował w 1865 roku angielski zoolog John Edward Gray w rozdziale poświęconym rewizji taksonomicznej łasicowatych ze zbiorów Muzeum Brytyjskiego opublikowanym na łamach Proceedings of the Zoological Society of London. Gatunkiem typowym jest (oznaczenie monotypowe) kuna rybożerna (P. pennanti).

### Etymologia
Pekania: kanadyjska nazwa pekan dla kuny rybożernej, od nazwy algonkiańskiej.

### Podział systematyczny
Do rodzaju należy jeden występujący współcześnie gatunek: 
- Pekania pennanti (Erxleben, 1777) – kuna rybożerna

Opisano również gatunki wymarłe z Ameryki Północnej:
- Pekania diluviana (Cope, 1899)[9] (Ameryka Północna; plejstocen)
- Pekania occulta Samuels & Cavin, 2013[10] (Ameryka Północna; pliocen)